# Claude Barbin (libraire)
Pour les articles homonymes, voir Claude Barbin et Barbin.

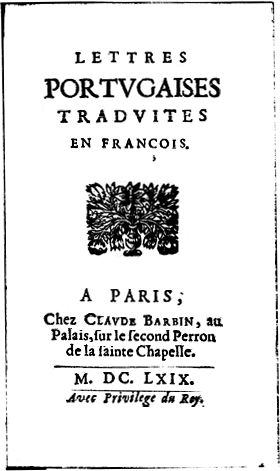
Édition princeps des Lettres portugaises.

Claude Barbin est un imprimeur et libraire français, né vers 1628 et mort le 24 décembre 1698.

## Biographie
En janvier 1641, Barbin commença, à l’âge de treize ans, son apprentissage chez Estienne Richer, l’éditeur du Mercure. Congédié en 1642, il passe chez Corrozet, est reçu libraire en mars 1654 et s’établit en novembre 1656. Il exerce son métier de cette date jusqu’à sa mort, lançant des séries de romans et de nouvelles célèbres, éditant les classiques de la génération de 1660, notamment Molière, La Fontaine, Thomas Corneille, Charles Perrault ou encore Jean Racine. 
En ce qui concerne son origine sociale, les hypothèses fusent et restent dans le même temps relativement vagues. Son brevet d’apprentissage  nous apprend que sa mère se nommait Anne Picard et que son père était un bourgeois de Paris, alors encore vivant. Il se pourrait que cet homme ait été l’ancien intendant des finances de la maison de Marie de Médicis, lié à Concini. Cette hypothèse semble probable dans la trajectoire de Claude Barbin puisque, grâce à quelques relations bien placées au bureau des finances, il put suivre son apprentissage chez Etienne II Richer.
Une fois reçu maître, le libraire n’a de cesse de bouger, déménager et chercher une boutique toujours plus grande, toujours mieux placée, toujours plus proche de sa clientèle. Ce fait se justifie par les nombreuses adresses diverses et variées figurant au fil du temps sur la page de titre de ses ouvrages : « sise en la Grande Salle du Palais à Paris qui est la huitième en entrant à main gauche », « À Paris, Chez Claude Barbin, dans la Grande Salle du Palais, du côté de la Salle Dauphine, au Signe de la Croix », « au Palais, sur le Degré devant la Sainte-Chapelle, au Signe de la Croix », « la première sise sur le perron de la Sainte-Chapelle du côté de la Chambre des Comptes regardant le portail de ladite Sainte-Chapelle ». Bien souvent les indications concernant la boutique sont modifiées mais le lieu reste le même, et il est certain à travers toutes ces adresses que Claude Barbin subsiste, du début à la fin de sa carrière, un libraire du Palais et non de la rue Saint-Jacques, autrement dit un libraire de nouveautés littéraires et non d’ouvrages classiques et spirituels.
Ses dernières années de libraire se font cependant plus difficiles, et ce pour différents facteurs : économique d’abord, puisque la France essuie, à la suite des guerres du Roi Soleil, des pertes financières qui accablent l’économie du pays ; humain ensuite, avec la mort de plusieurs grands auteurs qui ont fait la renommée de Barbin, comme Molière, La Rochefoucauld, Madame de Lafayette ou encore La Fontaine ; politique également, sous l’influence de la dévotion royale, les libraires se doivent d’imprimer des ouvrages propageant la foi Catholique ; matériel enfin, avec la pénurie de main-d’œuvre, de papier et d’ateliers typographiques. Barbin fait presque faillite à la fin du siècle et doit se résoudre à vendre son fonds de livres, constitué de 25 000 exemplaires d’une cinquantaine d’ouvrages, à Jean-Henri Mauvais, sieur de La Tour. Il vit encore trois ans endetté et meurt le mercredi 24 décembre 1698 alors qu’il vend toujours ses biens afin de partir libéré.
Après sa mort, sa veuve Marie Cochart continue son commerce jusqu’en 1708.